# Óscar, Duque da Escânia
Príncipe Oscar da Suécia, Duque da Escânia (em sueco:  Oscar Carl Olof; em português:  Óscar Carlos Olavo; Solna, 2 de março de 2016), é um príncipe da Suécia por nascimento. Ele é o segundo filho da princesa Vitória, Princesa Herdeira da Suécia, e o seu marido, Daniel Westling, sendo o quarto neto do rei Carlos XVI Gustavo e da rainha consorte Sílvia. Desde o seu nascimento, ele é o terceiro na linha de sucessão ao trono sueco, depois de sua mãe e sua irmã maior, a princesa Estela, Duquesa da Gotalândia Oriental.

## Anúncio

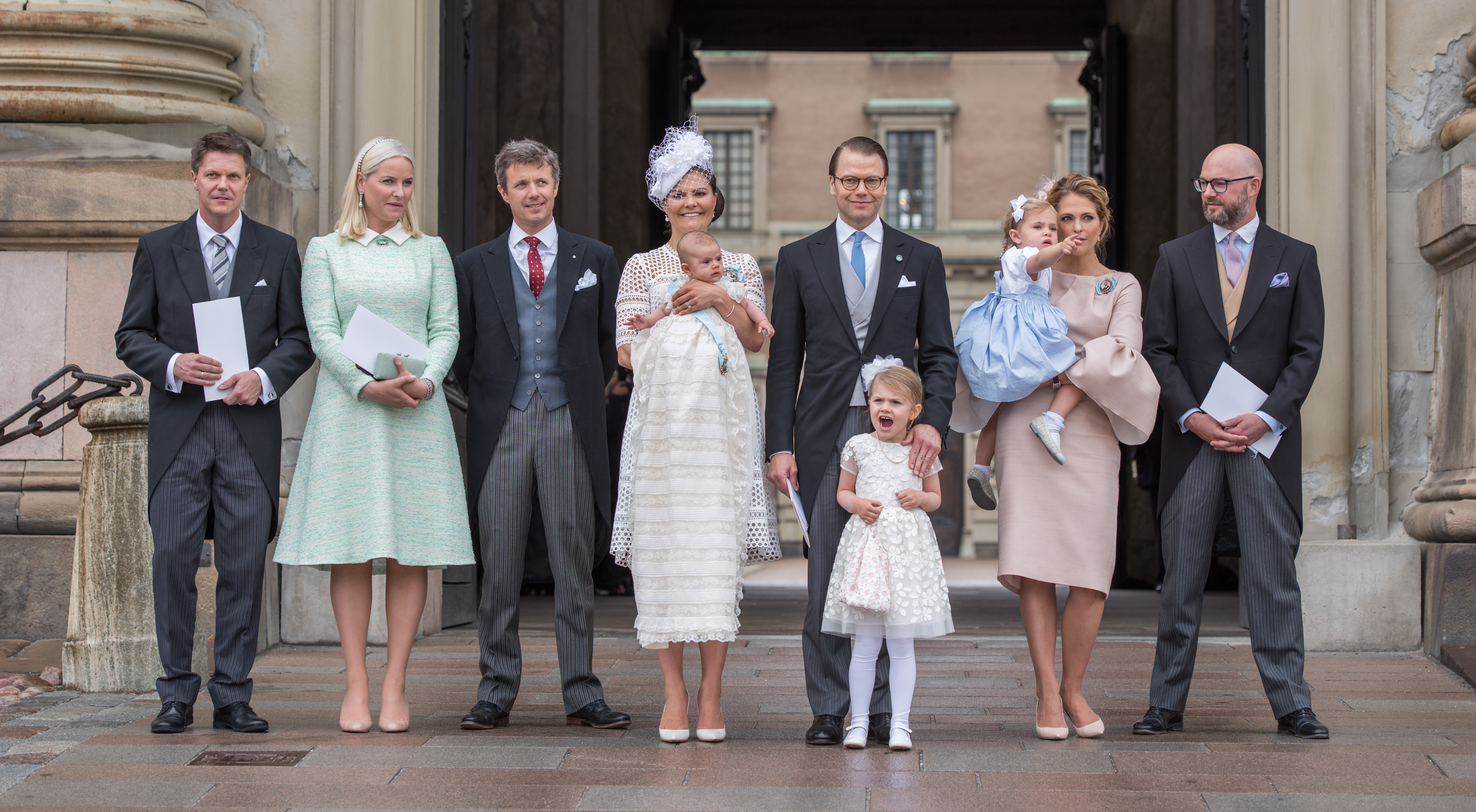
Óscar com seus pais, irmã e padrinhos logo depois de seu batismo, 27 de maio de 2016.

Em 4 de setembro de 2015, a Casa de Bernadotte anunciou oficialmente que a princesa Vitória, Princesa Herdeira da Suécia, estava grávida de seu segundo filho com o seu marido o príncipe Daniel, Duque da Gotalândia Ocidental, que viria a ser o terceiro na linha de sucessão ao trono sueco. O bebê é o quarto neto do rei Carlos XVI Gustavo e da rainha consorte Sílvia, logo após a princesa Estela, a princesa Leonor e o príncipe Nicolau.

## Nascimento
Óscar Carlos Olavo nasceu às 20h28min do dia 2 de março de 2016 no Hospital da Universidade Karoliska, localizado na cidade de Solna (na proximidade da cidade de Estocolmo) da Suécia. Ele pesava 3,6 kg e tinha 52 centímetros de altura. Os seus nomes e título foram anunciados no dia seguinte em uma reunião especial do gabinete pelo seu avô materno, o rei Carlos XVI Gustavo da Suécia, junto com o seu tio materno o príncipe Karl Philip da Suécia, Duque de Varmlândia. O nascimento de Óscar foi celebrado com uma salva de 21 tiros de canhão na ilha sueca de Skeppsholmen, de frente para o Palácio Real de Estocolmo. Um serviço Te Deum em sua homenagem foi realizado em 03 de março de 2016 na capela privada do Palácio Real de Estocolmo.

### Batizado
No dia 27 de maio de 2016, Óscar foi batizado na capela real do Palácio Real de Estocolmo por Antje Jackelén, a Arcebispa de Uppsala, em comunhão com a igreja da Suécia (o Luteranismo), com água da nascente da ilha de Olând. Os seus padrinhos são: a princesa Madalena, Duquesa da Helsíngia e Gestrícia (sua tia materna); o príncipe Frederico, Príncipe Herdeiro da Dinamarca (amigo da família), a consorte Mette-Marit, Princesa Herdeira da Noruega (amiga da família); o Oscar Magnuson (primo em primeiro grau de sua mãe) e ainda o Hans Åström (primo de seu pai). Como presente de batismo, as comunas da Escânia se uniram para construir um parque infantil natural em sua homenagem chamado "Parque Infantil do Príncipe Óscar"; como a obra não ficou pronta em tempo do batismo, o príncipe na ocasião recebeu uma pintura do parque com o nome dos envolvidos na criação. No dia do seu batizado ele recebeu a Ordem dos Serafins, com a qual aparece ao redor do seu escudo.
Foi ainda durante a cerimônia de seu batizado, a sua prima em primeiro grau materna, a princesa Leonor atraiu parte das atenções dos fotógrafos e repórteres, por seu comportamento "incomum" ao sentar-se ao chão próximo da mãe (a princesa Madalena, Duquesa da Helsíngia e Gestrícia) durante uma parte da cerimônia.

## Criação
Ele vive com a sua mãe, pai e irmã maior (princesa Estela) no Palácio de Haga, a residência oficial da família dos príncipes herdeiros da Suécia em Estocolmo.
Por parte de mãe, Oscar tem ascendência direta alemã e brasileira devido a ser um neto da rainha consorte Sílvia Renate Sommerlath da Suécia, o que o torna um bisneto da brasileira Alice Soares de Toledo da cidade de São Manuel no Estado de São Paulo; assim como um bisneto do empresário alemão Walther Sommerlath.

## Funções como príncipe sueco
Como um filho da atual princesa-herdeira Vitória, Princesa Herdeira da Suécia, o Óscar participa de diversos eventos da família real da Suécia, desde cedo, seguindo os passos da sua irmã, a princesa Estelle.
Ele participa do anual Dia Nacional da Suécia, e também acompanha os pais em alguns eventos especiais ao acompanhar o pai ou a mãe na realização dos compromissos oficiais pela Suécia e até mesmo no exterior.
No dia 07 de outubro de 2019, ele foi um dos dois únicos netos do rei Carlos XVI Gustavo da Suécia que não foi afetado pela mudança feitas no Casa Real de Bernadotte. Desse modo, o Óscar seguiu com o seu tratamento de Sua Alteza Real, e também como membro da Casa de Bernadotte e da família real sueca.

## Títulos e honras

### Títulos e estilos
- 02 de março de 2016 – presente: Sua Alteza Real, Príncipe Óscar da Suécia, Duque da Escânia

### Honras
- 27 de maio de 2016:  Cavaleiro da Ordem Real do Serafim (RoK av KMO)[11]

### Brasão
| Brasão de armas | Monograma real |